# Olympische Sommerspiele 2016/Teilnehmer (Malawi)
| Gelbes Symbol für Goldmedaillen mit stilisierten Olympischen Ringen | Graues Symbol für Silbermedaillen mit stilisierten Olympischen Ringen | Braundes Symbol für Bronzemedaillen mit stilisierten Olympischen Ringen |
| ------------------------------------------------------------------- | --------------------------------------------------------------------- | ----------------------------------------------------------------------- |
| —                                                                   | —                                                                     | —                                                                       |

Malawi nahm an den Olympischen Spielen 2016 in Rio de Janeiro teil. Es war die insgesamt zehnte Teilnahme an Olympischen Sommerspielen. Die Olympic and Commonwealth Games Association of Malawi nominierte fünf Athleten in drei Sportarten.

## Teilnehmer nach Sportarten

### Bogenschießen
| Athleten     | Wettbewerb | Qualifikation | Qualifikation | 1. Runde          | 1. Runde    | 2. Runde      | 2. Runde      | Achtelfinale  | Achtelfinale  | Viertelfinale | Viertelfinale | Halbfinale    | Halbfinale    | Finale        | Finale        | Rang |
| Athleten     | Wettbewerb | Ringe         | Rang          | Gegner            | Ergebnis    | Gegner        | Ergebnis      | Gegner        | Ergebnis      | Gegner        | Ergebnis      | Gegner        | Ergebnis      | Gegner        | Ergebnis      | Rang |
| ------------ | ---------- | ------------- | ------------- | ----------------- | ----------- | ------------- | ------------- | ------------- | ------------- | ------------- | ------------- | ------------- | ------------- | ------------- | ------------- | ---- |
| Männer       |            |               |               |                   |             |               |               |               |               |               |               |               |               |               |               |      |
| Areneo David | Einzel     | 603           | 62            | David Pasqualucci | 0–6 (61:76) | ausgeschieden | ausgeschieden | ausgeschieden | ausgeschieden | ausgeschieden | ausgeschieden | ausgeschieden | ausgeschieden | ausgeschieden | ausgeschieden | 33   |

### Leichtathletik
Laufen und Gehen 
| Athleten        | Wettbewerb | Runde 1      | Runde 1 | Halbfinale    | Halbfinale    | Finale        | Finale        | Rang |
| Athleten        | Wettbewerb | Zeit         | Rang    | Zeit          | Rang          | Zeit          | Rang          | Rang |
| --------------- | ---------- | ------------ | ------- | ------------- | ------------- | ------------- | ------------- | ---- |
| Frauen          |            |              |         |               |               |               |               |      |
| Tereza Master   | Marathon   | –            | –       | –             | –             | 2:48:34 h     | 98            | 98   |
| Männer          |            |              |         |               |               |               |               |      |
| Kefasi Chitsala | 5000 m     | 14:52,89 min | 45      | ausgeschieden | ausgeschieden | ausgeschieden | ausgeschieden | 45   |

### Schwimmen
| Athleten     | Wettbewerb    | Vorlauf | Vorlauf | Halbfinale    | Halbfinale    | Finale        | Finale        | Rang |
| Athleten     | Wettbewerb    | Zeit    | Rang    | Zeit          | Rang          | Zeit          | Rang          | Rang |
| ------------ | ------------- | ------- | ------- | ------------- | ------------- | ------------- | ------------- | ---- |
| Frauen       |               |         |         |               |               |               |               |      |
| Ammara Pinto | 50 m Freistil | 30,32 s | 71      | ausgeschieden | ausgeschieden | ausgeschieden | ausgeschieden | 71   |
| Männer       |               |         |         |               |               |               |               |      |
| Brave Lifa   | 50 m Freistil | 28,54 s | 83      | ausgeschieden | ausgeschieden | ausgeschieden | ausgeschieden | 83   |